# Brachiaria oblita
Brachiaria oblita là một loài thực vật có hoa trong họ Hòa thảo. Loài này được (Swallen) Tovar mô tả khoa học đầu tiên năm 1986.